# Sapienti consilio
La Sapienti consilio es una Constitución apostólica promulgada por el papa Pío X, el 29 de junio de 1908, con el fin de establecer una reforma general de la Curia Romana.

## Marco histórico
La Sapiente consilio se encuentra en el marco de las cinco grandes reformas que la Curia Romana ha tenido en su historia, institución cuyo objetivo es ayudar al Romano pontífice en el gobierno de la Iglesia católica. La primera gran reforma fue la de Gregorio VII, que a mediados del siglo XI, le dio una mayor organización a los clérigos que ayudaban al papa en la administración de la Iglesia romana, la segunda fue la de Sixto V que con la constitución apostólica Immensa Aeterni le dio a la misma prácticamente la fisionomía que mantiene en la actualidad. La tercera en la Sapiente consilio, con la que Pío X restructura la Curia Romana sobre la base de las reformas hechas trescientos años antes por Sixto V.

## Contenido
La Sapienti consilio trata de racionalizar las competencias de los distintos organismos de la Curia Romana, suprimiendo los órganos no directamente eclesiásticos y reorganizando los diecinueve dicasterios en los que se encontraba dividida, en las siguientes categorías: Congregaciones, Tribunales y Oficinas, teniendo en cuenta las competencias de cada uno, redefinidas por el papa en el mismo documento.

## Consecuencias
La reforma de Pío X, recogida en gran parte la Sapienti consilio, introdujo un espíritu nuevo en la Curia Romana, definiéndola en especial modo como el organismo que sirve al Pastor Supremo de la Iglesia y no a un simple jefe de Estado. Sería el paso previo a las siguientes reformas de Pablo VI en 1967, con la constitución apostólica Regimini Ecclesiae universae, y a la de Juan Pablo II en 1988, con la Pastor Bonus.
Sin embargo, no todos quedaron satisfechos con la reforma de Pío X, los orientales por ejemplo, se sintieron ofendidos porque fueron incluidos en la Congregación de Propaganda Fide, razón por la cual, Benedicto XV fundó la Congregación para las Iglesias Orientales en 1917.